# Dzieje (pojęcie)
Dzieje – w teorii historii i metodologii historii zbiór wszystkich zdarzeń będących przedmiotem badań historycznych, odpowiednik łacińskiego pojęcia res gestae, czyli czynów (rzeczy, zdarzeń) dokonanych.
Dzieje to nie wszystkie zdarzenia, które miały miejsce w przeszłości, lecz jedynie te, które mają związek z działalnością człowieka pojmowanego jako istota społeczna i kulturowa. Do dziejów należy więc wszelka działalność człowieka, od momentu, w którym zaczyna żyć w kulturze. Nie wchodzą natomiast w zakres dziejów np. przeszły stan pokładów geologicznych czy odległych galaktyk, chyba że w ich formowaniu uczestniczył człowiek.